# 아르기닌
아르기닌(영어: arginine) (기호: Arg or R)은 단백질의 생합성에 사용되는 α-아미노산이다. 아르지닌이라고도 한다. 아르기닌은 α-아미노기(생물학적 조건에서 양성자화된 −NH3+ 형태), α-카복실기(생물학적 조건에서 탈양성자화된 −COO− 형태) 및 곁사슬에 구아니디노기를 포함하고 있어 생리학적 pH에서 양이온이 된다. 거울상 이성질체인 L-아르기닌만 자연적으로 발견된다. 아르기닌 잔기는 단백질의 일반적인 구성 요소이다. 아르기닌은 CGU, CGC, CGA, CGG, AGA, AGG 코돈에 의해 암호화되어 있다. 아르기닌의 구아니디노기는 산화 질소의 생합성을 위한 전구체이다. 다른 모든 아미노산들과 마찬가지로 아르기닌은 흰색의 수용성 고체이다.

## 역사
아르기닌은 1886년에 독일의 화학자 에른스트 슐츠와 그의 조수 에른스트 슈타이거(Ernst Steiger)에 의해 루피누스 루테우스(Lupinus luteus)에서 처음으로 분리되었다. 슐츠는 아르기닌 질산염 결정이 은백색으로 보이기 때문에 "은(silver)"을 의미하는 그리스어 "ἄργυρος (árgyros)"로부터 이름을 명명했다. 1897년에 에른스트 슐츠와 에른스트 빈터슈타인(Ernst Winterstein, 1865–1949)은 아르기닌의 구조를 결정했다. 슐츠와 빈터슈타인은 1899년에 오르니틴과 사이안아마이드로부터 아르기닌을 합성했지만 1910년에 쇠렌 페테르 라우리츠 쇠렌센이 아르기닌을 합성할 때까지 아르기닌의 구조에 대한 몇 가지 의구심이 있었다.

## 공급원

### 생산
아르기닌은 전통적으로 젤라틴과 같은 다양하고 저렴한 단백질 공급원을 가수분해하여 얻는다. 아르기닌은 발효에 의해 상업적으로 얻을 수 있다. 이러한 방식으로 포도당을 탄소원으로 사용하여 리터당 25~35 g의 아르기닌을 생산할 수 있다.

### 식이 공급원
아르기닌은 개인의 발달 단계와 건강 상태에 따라 준필수 또는 조건부 필수 아미노산으로 분류된다. 미숙아는 아르기닌을 합성할 수 없기 때문에 영양적으로 필수적이다. 아르기닌은 모든 단백질 함유 식품의 구성 성분이며 글루타민으로부터 시트룰린을 거쳐 체내에서 합성될 수 있기 때문에 대부분의 건강한 사람들은 아르기닌을 보충할 필요가 없다. 예를 들어 화상, 부상 및 패혈증에서 회복하는 동안 또는 아르기닌 생합성의 주요 부위인 소장과 콩팥의 기능이 저하된 경우와 같이 생리적 스트레스를 받은 사람에게는 추가적인 식이 아르기닌이 필요하다.
새는 요소 회로를 갖고 있지 않기 때문에 아르기닌은 새에게 필수 아미노산이다. 고양이, 개, 페럿과 같은 일부 육식동물의 경우 아르기닌이 필수 아미노산이다. 왜냐하면 식사 후 매우 효율적인 단백질 이화작용이 요소 회로를 통해 처리해야 하는 많은 양의 암모니아를 생성하기 때문이다. 아르기닌이 충분하지 않으면 그로 인한 암모니아의 독성은 치명적일 수 있다. 이러한 상황을 피하기 위해 고기에는 충분한 아르기닌이 포함되어 있기 때문에 실제로는 문제가 되지 않는다.
아르기닌의 동물성 공급원으로는 육류, 유제품, 달걀 등이 있으며, 식물성 공급원으로는 곡물, 콩, 견과류와 같은 모든 유형의 종자들이 있다.

### 생합성
아르기닌은 세포질 효소인 아르기니노석신산 생성효소와 아르기니노석신산 분해효소의 순차적인 작용에 의해 요소 회로에서 시트룰린으로부터 합성된다. 이것은 합성되는 아르기니노석신산 각 분자에 대해 1분자의 아데노신 삼인산(ATP)이 아데노신 일인산(AMP)로 가수분해되어 2개의 ATP 등가물을 소비하기 때문에 에너지적으로 비용이 많이 드는 과정이다.
아르기닌, 글루타민 및 프롤린을 연결하는 경로는 양방향성이다. 따라서 이러한 아미노산의 순사용 또는 생산은 세포 유형 및 발달 단계에 크게 의존한다.
|  |

전신을 기준으로 아르기닌의 합성은 주로 장-신장 축을 통해 일어난다. 소장의 상피 세포는 주로 글루타민과 글루탐산으로부터 시트룰린을 생성한다. 시트룰린은 혈류를 통해 콩팥의 근위세뇨관 세포로 운반되며, 순환계로부터 시트룰린을 추출하고, 시트룰린을 아르기닌으로 전환한 다음 아르기닌을 순환계로 되돌려 준다. 이것은 소장 또는 콩팥의 기능 손상이 아르기닌의 합성을 감소시켜 아르기닌의 식이 요구량을 증가시킬 수 있음을 의미한다.
시트룰린으로부터 아르기닌의 합성은 다른 많은 세포에서도 낮은 수준으로 일어나며, 아르기닌의 합성을 위한 세포의 능력은 유도성 산화 질소 생성효소의 생성을 증가시키는 상황에서 현저하게 증가될 수 있다. 이것은 산화 질소의 산화 질소 생성효소 촉매 생산의 부산물인 시트룰린이 시트룰린-산화 질소 경로 또는 아르기닌-시트룰린 경로로 알려진 경로에서 아르기닌으로 재순환되도록 한다. 이것은 많은 세포 유형에서 산화 질소의 합성이 아르기닌 뿐만 아니라 시트룰린에 의해 어느 정도 뒷받침될 수 있다는 사실에 의해 입증된다. 그러나 시트룰린은 산화 질소 분해의 안정적인 최종 생성물인 질산염 및 아질산염과 함께 산화 질소 생성 세포에 축적되기 때문에 이러한 재순환은 정량적이지 않다.

## 기능
아르기닌은 세포 분열, 상처 치유, 체내에서 암모니아 제거 면역 기능 및 호르몬 방출에서 중요한 역할을 한다. 아르기닌은 산화 질소(NO) 합성의 전구체로 혈압 조절에 중요하다. 아르기닌은 T 세포가 신체에서 기능하는 데 필요하며 고갈되면 조절 해제로 이어질 수 있다.

### 단백질
아르기닌은 생리학적 pH에서 소수성 지방족 탄화수소 사슬의 끝에 극성이 높은 양전하로 하전된 구아니디노기를 포함하고 있기 때문에 아르기닌의 곁사슬은 양친매성이다. 구형 단백질은 소수성 내부와 친수성 표면을 가지고 있기 때문에 아르기닌은 일반적으로 단백질의 바깥쪽면에서 발견되며, 여기서 친수성 머리 부분은 예를 들어 수소 결합 및 염다리에 참여하는 극성 환경과 상호작용을 할 수 있다. 이러한 이유로 아르기닌은 두 단백질 사이의 경계면에서 자주 발견된다. 곁사슬의 지방족 부분은 때때로 단백질 표면 아래에 남아 있다.
단백질의 아르기닌 잔기는 시트룰린화라고 불리는 번역 후 변형 과정에서 PAD 효소에 의해 탈이민화되어 시트룰린을 형성할 수 있다. 이것은 태아 발달에 중요하고 정상적인 면역 과정의 일부이며, 유전자 발현의 조절이지만 자가면역 질환에서도 중요하다. 아르기닌의 또 다른 번역 후 변형은 메틸기전이효소에 의한 메틸화를 포함한다.

### 전구체
아르기닌은 2차 전령으로 작용할 수 있는 중요한 신호전달 분자인 산화 질소(NO)의 직접적인 전구체이며, 혈관 확장을 조절하고 감염에 대한 면역계의 반응에도 관여하는 세포들 사이의 전령이다.
아르기닌은 또한 요소, 오르니틴 및 아그마틴의 전구체이다. 아르기닌은 크레아틴의 합성에 필요하며, 주로 오르니틴을 통해 그리고 이보다 덜한 정도지만 아그마틴, 시트룰린, 글루탐산을 통해 폴리아민의 합성에도 사용할 수 있다. 가까이 관련된 화합물인 비대칭성 다이메틸아르기닌(ADMA)의 존재는 산화 질소 반응을 저해한다. 따라서 비대칭성 다이메틸아르기닌은 L-아르기닌이 건강한 내피의 표지자로 간주되는 것처럼 혈관 질환의 표지자로 간주된다.

## 구조
|  |

아르기닌의 곁사슬은 3탄소의 지방족 선형 사슬로 구성되며, 곁사슬의 말단에는 pKa가 13.8인 구아노디노기가 존재하기 때문에 생리학적 pH에서 항상 양성자화되고 양전하를 띠게 된다. 이중 결합과 질소의 고립 전자쌍 사이의 공액으로 인해 양전하가 비편재화되어 다중 수소 결합을 형성할 수 있다.

## 연구

### 성장 호르몬
정맥 주사된 아르기닌은 성장 호르몬의 분비를 자극하기 때문에 성장 호르몬 자극 검사에 사용된다. 임상 시험에 대한 리뷰에 따르면 경구 투여 아르기닌은 성장 호르몬을 증가시키지만, 일반적으로 운동과 관련된 성장 호르몬의 분비를 감소시킨다. 그러나 보다 최근의 시험에서는 경구 투여 아르기닌이 혈장에서의 L-아르기닌의 수준을 증가시켰지만 성장 호르몬의 증가를 일으키지 않았다고 보고했다.

### 단순포진 바이러스 (구순포진)
1964년에 사람 세포에서 단순포진 바이러스의 아미노산 요구량에 대한 연구에 따르면 "...아르기닌이나 히스티딘의 결핍, 그리고 아마도 리신의 존재는 바이러스의 합성을 현저하게 방해할 것"이지만 "이러한 관찰에 대한 설명이 준비되어 있지 않다"고 결론지었다.
더 많은 의학적 증거는 "더 많은 아르기닌을 흡수하면 아르기닌과 리신의 신체 균형을 방해하여 간접적으로 구순 포진을 유발할 수 있다"는 것을 나타내고 있다.
추가적인 리뷰에서는 "구순포진에 대한 리신의 효능은 치료보다 예방에 더 있을 수 있다"라고 결론지었다. 그리고 "발병의 심각성이나 지속 기간을 줄이기 위한 리신의 사용"은 지원되지 않지만 추가적인 연구가 필요하다. 2017년의 연구에 따르면 "임상사는 단순포진 염증 예방에 리신 보충의 이론적 역할이 있음을 환자에게 조언하는 것을 고려할 수 있지만 연구의 증거는 이를 뒷받침하기에 충분하지 않다. 심혈관 또는 담낭 질환이 있는 환자는 주의를 기울여야 하며, 이론적 위험에 대해 경고해야 한다.

### 고혈압
메타 분석에 따르면 L-아르기닌은 수축기 혈압의 경우 5.4 mmHg, 이완기 혈압의 경우 2.7 mmHg로 추정하여 혈압을 감소시키는 것으로 나타났다.
L-아르기닌을 보충하면 임신중독증의 일부로 고혈압이 있는 여성을 포함하여 임신성 고혈압이 있는 여성의 이완기 혈압이 감소하고 임신 기간이 길어진다. L-아르기닌은 수축기 혈압을 낮추거나 출생시 체중을 증가시키지 않았다.

### 조현병
액체 크로마토그래피와 액체 크로마토그래피/질량 분석 모두에서 조현병으로 사망한 사람들의 뇌 조직에서 아르기닌 대사가 변경된 것으로 나타났다. 분석은 또한 γ-아미노뷰티르산(GABA)의 수순을 상당히 감소시켰지만 조현변의 경우 아그마틴의 농도 및 글루탐산/GABA의 비율을 증가시켰음을 확인했다. 회귀 분석은 아르기네이스 활성과 질병의 발병 연령 사이, 그리고 L-오르티틴 수준과 질병을 앓는 기간 사이에 양의 상관 관계가 있음을 보여주었다. 더욱이 클러스터 분석은 L-아르기닌과 그 주요 대사산물인 L-시트룰린, L-오르니틴 및 아그마틴이 조현병 그룹에서 변경된 별개의 그룹을 형성하는 것으로 나타났다. 그럼에도 불구하고 조현병의 생물학적 근거는 아직 잘 이해되지 않고 있으며, 도파민의 기능 과다, 굴루탐산작동성 기능 저하, GABA작동성 결핍, 콜린작동성 시스템 기능 장애, 스트레스 취약성 및 신경 발달 장애와 같은 많은 요인들이 질병의 병인 및 병태생리학과 관련되어 있다.

### 레이노 현상
경구 투여 L-아르기닌은 레이노 현상에서 손가락 괴사를 역전시키는 것으로 나타났다.

## 안전
L-아르기닌은 하루 최대 20 g 섭취시 안전한 것으로 인식(GRAS 상태)된다.

## 같이 보기
- 리신
- 히스티딘
- 아르기닌 글루탐산
- 아르기닌 알파-케토글루타르산
- 카나바닌 및 카날린은 아르기닌과 오르니틴의 독성 유사체이다.

## 참고 문헌
- Griffiths JR, Unwin RD (2016). 《Analysis of Protein Post-Translational Modifications by Mass Spectrometry》. John Wiley & Sons. ISBN 978-1-119-25088-3.